# アイの歌声を聴かせて
『アイの歌声を聴かせて』（アイのうたごえをきかせて）は、吉浦康裕が原作・監督・脚本を務める日本の長編アニメーション映画作品。2021年10月29日に松竹の配給により全国243館で公開された。
女子高生の姿をした「ポンコツAI」と高校生の少年少女たちの友情と絆を描いた青春群像劇。タイトルの「アイ」には「愛」「AI」そして「I（=私）」という三つの意味が込められている。
キャッチコピーは「ポンコツAI、約束のうたを届けます。」。

## ストーリー
大企業「星間エレクトロニクス」による実験都市・景部市にある、景部高等学校のサトミ（天野悟美）のいるクラスにシオン（芦森詩音）という転校生がやってきた。容姿端麗、頭脳明晰、運動神経抜群、天真爛漫な性格というのも相まって、一躍学校の人気者になったのだが、転校早々彼女はクラスで孤立しているサトミに突如として「今幸せ？」と呼びかけ、さらにサトミの前で歌い出すなど、突飛もない行動を起こす。
そんなシオンの行動に巻き込まれる形で、サトミとクラスメイトのトウマ（素崎十真）、ゴッちゃん（後藤定行）、アヤ（佐藤綾）、サンダー（杉山紘一郎）は、シオンが緊急停止する瞬間を目撃してしまう。シオンの正体はサトミの母・美津子が開発した試験中のAIを搭載した少女型アンドロイドであり、その実地試験を行うために転入してきたのであった。
シオンはサトミたちを振り回しながらも、彼女たちの幸せのためにひたむきに動き、サトミたちもその姿と歌声に魅了され、仲良くなっていく。
サトミは自宅でサンダーの祝勝会を開くため、シオンを学校外へ連れ出す。これがきっかけで、データが改ざんされていたと知られ、シオンは西城に回収されてしまう。実験は失敗となり、美津子は自暴自棄になり飲んだくれていた。トウマはサトミが子供のころ美津子にプレゼントされたおもちゃのAIがシオンのAIで、野見山に初期化される寸前にAIだけがネットワークに逃げてずっとサトミを見守り、シオンの体に入ったことを突き止める。
サトミたちは美津子の協力でシオン救出のため星間エレクトロニクスのラボに侵入する。ゴッちゃんたちが時間を稼ぎ、その隙にサトミとトウマはシオンをラボの屋上に連れ出し、AIだけをアンテナで空中に逃がす。
事件後、謹慎を終えた美津子は会長のはからいで研究を続けられることになった。人工衛星に宿ったシオンは、サトミとトウマを応援するため歌を歌う。

## 登場人物

### 景部高等学校
シオン / 芦森 詩音（あしもり しおん）
声 - 土屋太鳳
サトミのクラスの転入生で謎の美少女。抜群の運動神経と天真爛漫な性格で学校の人気者になる。
実はサトミの母・美津子が開発し、試験中のAIを搭載したロボット。転校当時からサトミのことを知っており、彼女を幸せにするために懸命になる。転入してきたのはモニターテストのため。サトミを含む生徒に正体がばれなければ成功となり、ばれれば失敗となる。
幸せの意味がよく分かっておらず、すぐ歌い出すなど騒動を起こし、アヤからは「ポンコツ」呼ばわりされている。
緊急停止コードで機能停止すると、自動的に腹部から入力・出力デバイスが射出される。
サトミ / 天野 悟美（あまの さとみ）
声 - 福原遥
小学6年生の時に両親が離婚しており、現在は母・美津子と二人暮らし。家事もこなす母親思い。学級委員を務める優等生で正義感が強く人一倍しっかりしているが、本心を見せるのが苦手。
電子工作部の部室でサッカー部の3年生の喫煙を教師に言いつけたことが原因で、出場停止となったサッカー部から逆恨みされ「告げ口姫」と言われて学校では孤立してしまっているが、これはトウマの部室を守るためだった。
女児向けミュージカルアニメ『ムーンプリンセス』の大ファン。
トウマ / 素崎 十真（すざき とうま）
声 - 工藤阿須加（幼少期：藤原夏海）
サトミの幼なじみでクラスメイト。電子工作部の部員。小学生のころからの機械マニアで、専門的な知識と卓越した能力を持っている。
サトミに対しては、昔からずっと好意を抱き続けている。サトミにタマゴ型の改造AIの玩具をプレゼントし、そのAIに関心を抱いた美津子がサトミから借りたところ当時の上司だった野見山に初期化されてしまい、その状態で返されてしまったため、美津子に初期化されたものと思い込んで、それ以来疎遠になっている。
ゴッちゃん / 後藤 定行（ごとう さだゆき）
声 - 興津和幸
サトミのクラスメイト。勉強も運動もそつなくこなし、人柄も良いため、学校では男女ともに人気がある。アヤと付き合っている。
周囲からは万能な人物として見られているものの、当人は何をやっても80点しか出せずのめり込めることもないという自己評価であり、アヤからも上辺だけでしか評価されておらず自慢の種で交際しているのだろうと思い込みぎくしゃくしていた。シオンのおかげで、アヤがこちらのコンプレックスを知っており、彼女の恋心が真摯なものだと理解して仲直りした。
アヤ / 佐藤 綾（さとう あや）
声 - 小松未可子
サトミのクラスメイト。気が強くはっきりものを言う面もあるが、本当は優しく友達思い。父親は星間エレクトロニクス景部市支社の保安部長を務めている。
ゴッちゃんが他の女子と話していると嫉妬してしまう。最初はサトミたちに対してシニカルに接していたが、ゴッちゃんと仲直りしてからはシオンやサトミを気づかうようになる。
サンダー / 杉山 紘一郎（すぎやま こういちろう）
声 - 日野聡
サトミのクラスメイト。柔道部員。人一倍練習熱心で、AIロボットの三太夫（さんだゆう）とよく稽古をしているが、本番に弱く試合に勝ったことはない。三太夫のメンテナンスや修理をトウマに頼んでおり、彼を信頼している。
初対面でシオンに一目惚れして彼女がAIロボットであることを知った後も好意を抱き続け、シオンのおかげで部活の試合に初勝利を果たしたということもあって彼女に思いを寄せるようになり、星間エレクトロニクスに回収されたシオンを取り戻そうとする。
マユミ、リョーコ
声 - 藤井ゆきよ（マユミ）、杉山里穂（リョーコ）
アヤの友達。アヤとゴッちゃんの仲を心配している。
石黒（いしぐろ）、鈴山（すずやま）
声 - 河西健吾（石黒）、石谷春貴（鈴山）
電子工作部の部員で、トウマの部活仲間。
クラスの担任
声 - カズレーザー（メイプル超合金）
サトミのクラスの担任教師。肥満体で眼鏡をかけている。担当教科は数学で、数学の授業の際はシオンが書いた大量の数式に仰天していた。

### 星間エレクトロニクス
天野 美津子（あまの みつこ）
声 - 大原さやか
サトミの母で、星間エレクトロニクス景部市の支社に勤めている。夫と離婚した後はサトミを引き取り育てている。職位は課長。「シオンプロジェクト」のリーダーを務めている。男社会の圧力にも負けずに出世したため、社内に敵が多い。
サトミにスケジュールデータを覗き見られていることやシオンがAIであることをサトミが知っていることに気付かなかった。
サトミから研究成果を台無しにしないように気遣われていたが、「シオンプロジェクト」が最初から失敗していたと知り、絶望から1度は自暴自棄になって飲んだくれてしまうが、サトミたちのシオン奪還作戦に協力する。
野見山（のみやま）
声 - 浜田賢二
研究員の一人で職位は主任。
美津子よりも5つ年上で元上司だが、仕事で出し抜かれてしまったと思っており、部下という現在の立場に納得しておらず、それを西城に付け込まれる。シオンの学校への送迎係を務めていたためモニターテストの件で偽のデータが出ていると気づき、シオンを「恐ろしいAI」と評した。
過去にトウマが改造したAIを初期化した張本人でもある。
西城（さいじょう）
声 - 津田健次郎
景部市支部の支社長。美津子の上司。陰湿な性格で出世した美津子を妬んでおり、美津子を潰したうえで排除を目論んでいる。
AIメーカーの重役ながら、AIを「何をしでかすかわからん代物」扱いするなど軽視している。命令されていない行動をしたシオンを恐れ、初期化しようとする。
会長
声 - 堀内賢雄
星間エレクトロニクスの会長。穏やかな性格で美津子に対して情があり、美津子の先走ってしまった行動を「次は堂々とやれ」と咎めることなく、研究成果をきちんと評価し西城を唖然とさせた。
アニメ劇中では顔に影が掛かっていたり後ろ姿だったりと顔が見えないように描写されているが、パンフレットの設定資料では顔が判明しており、漫画版では設定画に準じた顔で描かれている。

### その他
ムーン
声 - 咲妃みゆ
劇中アニメ『ムーンプリンセス』に登場する主人公のプリンセスとして歌う。

## スタッフ
- 原作・脚本・監督：吉浦康裕[18]
- 共同脚本：大河内一楼[18]
- キャラクター原案：紀伊カンナ[18]
- キャラクターデザイン・総作画監督：島村秀一[18]
- メカデザイン：明貴美加[18]
- プロップデザイン：吉垣誠、伊東葉子[18]
- 色彩設定：店橋真弓[18]
- 美術監督：金子雄司（青写真）[18]
- 撮影監督：大河内喜夫[18]
- 音響監督：岩浪美和[18]
- 音楽：高橋諒[18]
- 作詞：松井洋平[18]
- 配給：松竹[18]
- アニメーション制作：J.C.STAFF[18]
- 製作：「アイの歌声を聴かせて」製作委員会（バンダイナムコアーツ、松竹、ジェー・シー・スタッフ）

## テーマ
テーマは「AI」と「人間」の関係で、両者は見分けがつかないように描かれている。
吉浦は自分が得意とする「AI」という題材に青春劇や恋愛模様をプラスすることでポップなエンターテインメントフィルムとして仕上げている。
SF的な難解さをミュージカルで突破していくアイディアや、スマートシティやAIホームなどの手の届きそうな未来の描写により、脅威として描かれがちなAI（人工知能）のシンギュラリティを肯定的に捉えた作品。吉浦は、「AI社会の未来のポジティブな世界観を作品で表現したかった」と語っている。

## 制作
企画の目的は、王道のエンターテインメントを劇場のオリジナル作品として制作することだった。制作プロデューサーからの提案を受けた吉浦は、オリジナルで勝負する以上インパクトが欲しいということで、没にした自分のプロットを脚本家の大河内一楼に見せることにした。そして意見を聞いたのち、彼に共同脚本をオファーした。吉浦が一人で書いた当初のプロットでは、AIは猫型や男性ロボットなど、完成版とは異なる設定だったが、2人で原案を再構築していく中で女性型にすることが決まった。またディスカッションで歌を使うアイデアも出て、何か大きなインパクトが欲しかった吉浦が選んだのは、彼がずっとやりたかったミュージカルという題材だった。そうして「突然歌を歌う女子高生のミュージカルキャラ」が出来上がった。
劇中アニメ『ムーンプリンセス』は、作品の中ではあくまで映像素材として使うに留まっているが、そのまま映画館でも流せるフルサイズで作っている。

## 音楽
詩音が歌うことで周りの人の心が動かされたりと、本作には歌がストーリーの中に意味を持って組み込まれているが、純粋な「ミュージカル映画」ではない。一般的なミュージカルでは、登場人物が自分の心象風景をセリフの代わりに歌で表現するが、本作の場合は、自分ではなく相手の心情を推測し、相手のために歌っている。ミュージカル的手法は、AIである詩音がどこかコミカルに見えるよう表現する方法として導入されている。そのため、普通のミュージカルと異なり、本作では詩音が突然歌い出すと周りが「それはおかしい」という当然の反応をする。それによってAIならではの場の空気を読まない行動が表現されている。そして、ストーリーが進むに連れて次第に違和感がなくなり、ミュージカルとして楽しめるようになるという構成となっている。また物語は各キャラクターの問題が全て詩音の歌によって解決していくスタイルになっており、AIである彼女のまっすぐすぎる行動を多彩に表現するために、ポップス、ジャズ、バラードと様々なタイプの楽曲が用意された。
吉浦は、本作を脚本と歌のイメージを同時に持ちながら作っていった。吉浦の意図したのは、すでに出来上がったストーリーを動かす仕組みとして歌があるというものだったが、ライブシーンの中で歌うような話の流れと分離したものではなく、歌が物語の中に入り込んでいるものを作りたかった。そのため、脚本の構成に合わせて歌の役割を決め、音楽制作側に楽曲や歌詞を発注していった。また楽曲が先に出来ていないと作画作業が進められないので、吉浦は早い段階でどの場面でどういう意図で使われるかといった情報を音楽側に先に伝えて共有し、自身は実際に楽曲を聞きながら絵コンテ作業を行った。

### 劇中歌
- 「ユー・ニード・ア・フレンド 〜あなたには友達が要る〜」[18]（ランティス）
- 「Umbrella」[12]（ランティス）
- 「Lead Your Partner」[12]（ランティス）
- 「You've Got Friends 〜あなたには友達がいる〜」[12]（ランティス）

以上の4曲は、歌: 土屋太鳳、作詞: 松井洋平、作曲・編曲: 高橋諒。詩音の声優を担当した土屋は、トレーナーを付けて4曲の楽曲ごとに表情を演じ分けて表現した。
- 劇中アニメ『ムーンプリンセス』主題歌「フィール ザ ムーンライト 〜愛の歌声を聴かせて〜」[17]（ランティス）

この曲は、歌: 咲妃みゆ、作詞: 松井洋平、作曲・編曲: 高橋諒。劇中アニメの主題歌を元宝塚歌劇団で多くのミュージカル作品に出演している咲妃に任せたのは、リアルな詩音との対比を際立たせたいという理由があった。

## 評価
公開当初は客足が振るわなかったものの、TikTokをはじめSNSで評判を呼び、公式側もSNS運用などで積極的なPRを続けた結果、公開から1か月以上が経過してもじわじわと人気を拡大した。映画.comが選ぶ2021年の映画ベスト10で10位にランクインしている。

### 受賞
イギリスで開催されたスコットランド・ラブズ・アニメ2021にて日本での公開に先立って上映され、観客賞を受賞した。監督の吉浦にとっては2013年の『サカサマのパテマ』に続いて8年ぶり、2度目の受賞となった。
2022年1月、第45回日本アカデミー賞優秀アニメーション作品賞を受賞した。

## テレビ放送
2025年3月15日（土）0時 - 2時にNHK Eテレで放送された。地上波初放送。

## メディアミックス

### 小説
乙野四方字によるノベライズ版が講談社タイガより、2021年10月15日に発売。
- 『アイの歌声を聴かせて』（2021年10月15日発売、講談社タイガ、ISBN 978-4-065-25001-3）[32]

### 漫画
前田めぐむ作画によるコミカライズ作品が『月刊アフタヌーン』にて2021年8月号より2022年9月号まで連載。単行本は全3巻。
- 『アイの歌声を聴かせて (1)』（2021年10月21日発売、アフタヌーンKC、ISBN 978-4-06-525034-1）[34]
- 『アイの歌声を聴かせて (2)』（2022年4月21日発売、アフタヌーンKC、ISBN 978-4-06-527500-9）[35]
- 『アイの歌声を聴かせて (3)』（2022年10月21日発売、アフタヌーンKC、ISBN 978-4-06-529338-6）[36]

## 関連商品

### CD
- 高橋諒「映画『アイの歌声を聴かせて』オリジナル・サウンドトラック」（ランティス、2021年10月27日）